# Vincenzo Labella
Vincenzo Labella (* 1925 in Vatikanstadt; † 28. Juli 2018 in Los Angeles) war ein italienischer Drehbuchautor, Filmproduzent und Filmregisseur.

## Biografie
Labella begann seine Filmkarriere 1961 als Berater bei Richard Fleischers Barabbas und 1965 als Ko-Drehbuchautor von Ermanno Olmis Es kam ein Mensch: Auf den Spuren von Johannes XXIII.
Er produzierte mehrere Historien- und Bibelverfilmungen, darunter vier Miniserien. Seine 1977 produzierte TV-Serie Jesus von Nazareth wurde zweimal für den Emmy nominiert und Marco Polo von 1982 achtmal.
2004 führte er bei The Wonders of the Vatican Library Regie – einer knapp dreistündigen Dokumentation.

## Filmografie
- 1974: Moses (Mosè) (Fernseh-Miniserie)
- 1977: Jesus von Nazareth (Jesus of Nazareth) – Miniserie
- 1981: Aus einem fernen Land (Z dalekiego kraju)
- 1982: Marco Polo (Fernseh-Miniserie)
- 1985: A.D. – Anno Domini (A.D.) – Miniserie
- 1991: Leben für Leben – Maximilian Kolbe (Życie za życie: Maksymilian Kolbe)
- 1991: Michelangelo – Genie und Leidenschaft (A Season of Giants)

## Auszeichnung
- 1978: Emmy-Nominierung, Beste Miniserie, für: Jesus von Nazareth
- 1982: Emmy, Beste Miniserie, für: Marco Polo